# Fong Minh
Fong Minh (方明, * 28. Juli 1954 in Saigon, Vietnam) ist ein taiwanisch-stämmiger französischer Schriftsteller und Dichter.

## Leben und Werk
Fong Minh wurde am 28. Juli 1954 in Saigon geboren und wuchs dort auf. Er studierte Wirtschaftswissenschaft an der Nationaluniversität Taiwan. Nach dem Studium entschied er sich, aufgrund seiner Begeisterung für die französische Sprache und Kultur, sich in Frankreich anzusiedeln. In Paris studierte er BWL und Literaturwissenschaft an der Universität von Paris. Fong ist derzeit Geschäftsführer bei einem Konzern in Paris und Taipeh.
Er beschäftigt sich seit seiner Kindheit mit Literatur. Während seiner Studienzeit in Saigon begann er mit dem Schreiben.
Fong besitzt seit 2003 das Dichter-Haus Fong Minh (方明詩屋), eine Privatsammlung in Taipeh. Er sammelt Bücher, Briefe, Manuskripte und Handschriften von prominenten Dichtern sowie Bai Xianyong und François Cheng usw. Die Sammlung wird in Wechselausstellungen in seinem eigenen Museumsgebäude gezeigt.
2015 gründete er die chinesischsprachige Zeitschrift Liang An Shi (兩岸詩), deren Herausgeber und Verlagsleiter er ist.
2017 kam er in die Auswahl der Top 100 chinesischen Dichter der Zeitung Guangming Daily (光明日報). Fong ist ein Mitglied der Association of Chinese language writers in Europe (欧洲华文作家协会).

## Auszeichnungen
- Chinese Literary Award (2005)